# The Martyr
The Martyr är ett samlingsalbum av den peruansk-amerikanska hiphopartisten Immortal Technique, utgiven oktober  2011.
Albumet innehåller 16 låtar. 

## Låtlista
| Nr | Titel                        | Gästartist(er)                             | Producent(er)                          | Tid  |
| -- | ---------------------------- | ------------------------------------------ | -------------------------------------- | ---- |
| 1  | Burn This                    |                                            |                                        | 0:18 |
| 2  | The Martyr                   |                                            | Southpaw                               | 4:31 |
| 3  | Angels & Demons              | Dead Prez & Bazaar Royale                  | DJ Green Lantern                       | 4:53 |
| 4  | Rich Man's World (1%)        |                                            | Shuko                                  | 4:41 |
| 5  | Toast to the Dead            |                                            | J.Dilla; klippning av DJ Green Lantern | 3:50 |
| 6  | Eyes in the Sky              | Mojo of Dujeous                            | Southpaw                               | 2:23 |
| 7  | Goonies Never Die            | Diabolic & Swave Sevah Gomez               | Southpaw                               | 5:25 |
| 8  | Natural Beauty               | Mela Machinko                              | Slimfass                               | 3:44 |
| 9  | Running Nowhere (mellanspel) |                                            | Southpaw                               | 0:56 |
| 10 | Civil War                    | Killer Mike, Brother Ali & Chuck D         | Southpaw                               | 5:04 |
| 11 | Mark of The Beast            | AKIR & Beast 1333                          | The Molemen; klippning av DJ DP-One    | 4:00 |
| 12 | Black Vikings                | Styles P, Vinnie Paz & Poison Pen          | Southpaw                               | 5:32 |
| 13 | Conquerors                   | Dr. John Henrik Clarke                     | Engineer                               | 1:38 |
| 14 | Young Lords                  | Joell Ortiz, Pumpkinhead, CF & Panama Alba | Southpaw                               | 5:07 |
| 15 | Últimas Palabras             |                                            | Immortal Technique, Southpaw           | 7:36 |
| 16 | Sign of the Times            | Cetan Wanbli, Lockjaw Nakai, Cornel West   | Southpaw                               | 4:23 |